# Rudolf Illovszky
Rudolf Illovszky (ur. 21 lutego 1922 w Budapeszcie, zm. 23 września 2008 tamże) – węgierski piłkarz grający na pozycji lewego pomocnika. W swojej karierze rozegrał 3 mecze w reprezentacji Węgier. Po zakończeniu kariery został trenerem i był m.in. selekcjonerem kadry narodowej Węgier.

## Kariera klubowa
Swoją karierę piłkarską Illovszky rozpoczynał w klubie MTK Budapeszt, w którym grał w drużynie juniorów. W 1941 roku odszedł do Vasasu Budapeszt. W sezonie 1941/1942 zadebiutował w nim w pierwszej lidze. W Vasasie występował do końca swojej kariery, czyli do 1955 roku. Wraz z Vasasem zdobył z w 1955 roku Puchar Węgier.

## Kariera reprezentacyjna
W reprezentacji Węgier Illovszky zadebiutował 19 sierpnia 1945 roku w wygranym 2:0 towarzyskim meczu z Austrią. Od 1945 do 1948 roku rozegrał w kadrze narodowej 3 mecze.
| Mecze i gole w reprezentacji | Mecze i gole w reprezentacji | Mecze i gole w reprezentacji | Mecze i gole w reprezentacji | Mecze i gole w reprezentacji | Mecze i gole w reprezentacji | Mecze i gole w reprezentacji |
| #                            | Data                         | Stadion                      | Rywal                        | Wynik                        | Gol                          | Rozgrywki                    |
| 1945                         | 1945                         | 1945                         | 1945                         | 1945                         | 1945                         | 1945                         |
| ---------------------------- | ---------------------------- | ---------------------------- | ---------------------------- | ---------------------------- | ---------------------------- | ---------------------------- |
| 1.                           | 19.08.1945                   | Budapeszt, Węgry             | Austria                      | 2:0                          | 0                            | towarzyski                   |
| 1947                         |                              |                              |                              |                              |                              |                              |
| 2.                           | 17.08.1947                   | Budapeszt, Węgry             | Bułgaria                     | 9:0                          | 0                            | Balkan Cup 1947              |
| 1945                         |                              |                              |                              |                              |                              |                              |
| 3.                           | 23.05.1948                   | Tirana, Albania              | Albania                      | 0:0                          | 0                            | Balkan Cup 1948              |

## Kariera trenerska
Po zakończeniu kariery piłkarskiej Illovszky został trenerem. Wielokrotnie prowadził Vasas SC, a także był trenerem takich klubów jak grecki Pierikos i austriacka Admira Wacker. Czterokrotnie doprowadził Vasas do wywalczenia tytułu mistrza Węgier w latach 1961, 1962, 1965 i 1977. Z klubem tym zdobył też Puchar Węgier w 1986 roku oraz Puchar Mitropa w latach 1960, 1962 i 1965.
W latach 1966–1967 i 1971-1974 Illovszky był selekcjonerem reprezentacji Węgier. W 1972 roku zajął z nią 4. miejsce na Euro 72 oraz zdobył z nią srebrny medal na Letnich Igrzyskach Olimpijskich w Monachium.